# Албрехт IV фон Кверфурт
Албрехт (III) IV фон Кверфурт (на немски: Albrecht (Albertus) III (IV) von Querfurt; † 12 март 1403, замък Гибихенщайн, Хале) от фамилията на графовете Кверфурти на род Мансфелд, е архиепископ на Магдебург (1383 – 1403).

## Биография
Той е син на Гебхард IV фон Кверфурт-Наумбург († 1383) и първата му съпруга Елизабет фон Мансфелд († 1358), дъщеря на граф Буркхард V фон Мансфелд-Кверфурт († 1358) и гарфиня Ода фон Вернигероде († 1343). Племенник е на Албрехт фон Мансфелд, геген-епископ на Халберщат (1346 – 1356). Брат е на Буркхард фон Кверфурт, епископ на Мерзебург (1382 – 1384).
Албрехт е домхер в Халберщат (1368) и в Мерзебург (1369), домхер и тезаурар в манастир Св. Ганголфи в Магдебург (1374). Той следва в Болоня (1368 – 1372) и в Прага (1377).
През 1382 г. Албрехт е в Рим и кандидатства за епископтвото Мерзебург, но катедралният капител на Магдебург го избира за архиепископ. От 1395 г. Албрехт (III) IV фон Кверфурт е канцлер на крал Венцел и се грижи повече за интересите на Бохемия и империята. Той има конфликти с град Магдебург. През 1402 – 1403 г. избухва въстание на гражданите против съвета и архиепископа.
Албрехт (III) IV фон Кверфурт умира на 12 март 1403 г. в замък Гибихенщайн в Хале. След смъртта му архиепископ на Магдебург става Гюнтер II фон Шварцбург.